# 澤尼亞 (加利福尼亞州)
澤尼亞（英語：Zenia）是位於美國加利福尼亞州三一縣的一個非建制地區。該地的面積和人口皆未知。

## 地理
澤尼亞的座標為40°12′20″N 123°29′31″W / 40.20556°N 123.49194°W，而該地的平均海拔高度為905米（即2969英尺）。